# Délire d'interprétation de Sérieux et Capgras
Pour les articles homonymes, voir Sérieux et Capgras.
Le délire d’interprétation de Sérieux et Capgras (ou délire d'interprétation) est un trouble psychiatrique du groupe des psychoses paranoïaques. Il conduit le sujet à interpréter les événements de sa vie comme des preuves d'une machination à son encontre. Il porte le nom des deux psychiatres Paul Sérieux et Joseph Capgras qui l'ont décrit en 1909.

## Description
Le délire d'interprétation apparaît sur le sujet adulte, le plus souvent chez un individu présentant antérieurement une personnalité paranoïaque. Le sujet perçoit alors correctement la réalité qui l'entoure, mais il attribue aux événements qu'il perçoit un sens erroné. Ces interprétations concernent des idées de persécution, de préjudice, de complot. 
Le délire d'interprétation est un délire chronique non dissociatif (n'appartenant pas au groupe des schizophrénies). Dans ce délire le mécanisme interprétatif prévaut, ce qui est caractéristique du groupe des paranoïas.

## Évolution
Le syndrome délirant apparaît soit insidieusement, soit brutalement après un événement déclencheur. Le syndrome délirant se structure progressivement. Il évolue souvent pendant des années. L'évolution fait que peu à peu, l'ensemble des événements rencontrés par le sujet vont être rattachés au système délirant. Par exemple si un proche, ou un collègue, ou un médecin tente de rassurer le sujet en lui disant qu'il "se fait des idées", cela sera immédiatement interprété comme un signe d'appartenance au "complot". 
Le délire est dit "en réseau" puisqu'il s'étend peu à peu à toute la vie psychique, et concerne tous les domaines (affectif, relationnel et psychique) de la vie du sujet. L'évolution est chronique.

## Traitement
Un traitement spécialisé par un psychiatre est nécessaire. Il associe un traitement de fond neuroleptique qui vise à réduire le délire, et éventuellement un traitement antidépresseur, notamment lors des périodes de dépressions. La prescription doit cependant en être bien évaluée. Il est également possible de proposer des anxiolytiques de manière ponctuelle lorsque l'angoisse est trop importante. La psychothérapie a généralement peu d'effet sur ces patients qui montrent peu de capacités introspectives, et qui ne se remettent pas en question.

## Situation nosologique
L'école de psychiatrie française[évasif] individualise ce syndrome au sein du groupe des paranoïas. Il n'y a cependant pas de consensus international[Quoi ?] sur ce point. Dans le DSM-IV par exemple, le Délire d’interprétation de Sérieux et Capgras est à classer sous la rubrique Trouble délirant qui contient tous les délires chroniques non dissociatifs, et le terme même de paranoïa a disparu.